# Josep Serra i Llimona
Josep Serra i Llimona (L'Ametlla del Vallès, 1937 – 25 de novembre del 2020) va ser un pintor paisatgista, dibuixant i gravador català.

## Biografia
Va néixer al si d'una nissaga d'artistes. Era fill de i de Jaume Serra i Boada (Barcelona, 1902-1979) i de Pilar Llimona de Gispert, nebot de la pintora Núria Llimona i Raymat (1917-2011) i de la també artista Mercè Llimona i Raymat (1914-1997), i net del pintor modernista Joan Llimona Bruguera.
Va estudiar la carrera de Dret compaginant els seus estudis amb l'aprenentatge de l'art de la mà de Ramon Rogent, complementant-los amb una estada París, on es va formar a l'Académie de la Grande Chaumière.
Exposava sovint a la Sala Parés de Barcelona, la qual li va dedicar l'exposició del seu 75è aniversari el 2012. El 2013 va exposar al Museu-Arxiu de Llavaneres. Dintre de la col·lecció del Museu Abelló es poden trobar obres de l'artista.

## Premis i reconeixements
- Premi de pintura de l'Institut Français (Cercle Maillol, 1962)
- El 2012 va guanyar la Creu de Sant Jordi.[7]